# Everyman (personaggio)
Everyman, il cui vero nome è Hannibal Bates, è un personaggio dei fumetti pubblicati dalla DC Comics. È un supercriminale che debuttò in 52 n. 21 (settembre 2006), e fu creato da Grant Morrison, Geoff Johns, Greg Rucka, Mark Waid, Keith Giffen e Joe Bennett. Il suo vero nome è una combinazione di Hannibal Lecter e Norman Bates.

## Biografia del personaggio
Everyman è un mutaforma, che può psichicamente duplicare un'altra persona dopo aver mangiato una parte del suo corpo. È generalmente impopolare tra i suoi compagni, in particolare a causa della sua continua ricerca di unghie dei piedi, ecc., dei suoi compagni, che possa mangiare. In 52, settimana 39, fu rivelato che aveva ucciso il suo compagno di squadra Skyman e si mascherò da Skyman per qualche tempo. Durante l'impersonificazione, assistette Natasha Irons nella sua investigazione del programma super-umano di Lex Luthor. Fu mostrato il corpo devastato di Skyman; Hannibal affermò che pensava di necessitare solo di una piccola porzione, solo che gli piacque il sapore. Natasha Irons, che aveva una relazione sentimentale con Skyman, si confrontò e quasi uccise Everyman, finché Lex Luthor non lo salvò.
Nella settimana 40, mentre Acciaio (John Henry Irons) e i Teen Titans vennero a salvare Natasha, Everyman si trasformò in un granchio gigante e tentò di schiacciare Acciaio, ma l'eroe lo sconfisse facilmente. Fuggendo dalla battaglia, Everyman fu visto successivamente nella Settimana 46, mascherato da Lex Luthor dato che l'originale magnate fu rinchiuso in prigione. Il suo stratagemma fu scoperto da Clark Kent, e il vero Luthor fu messo in custodia.

### Un Anno Dopo
In Manhunter (terza serie) n. 27, Everyman prese le sembianze di Ted Kord, ritornato dalla tomba, finché il test del DNA non dimostrò il contrario, e fu preso in custodia. Fu successivamente liberato da Circe, che gli ordinò di trasformarsi in Sarge Steel, e istigare così gli eventi che portarono alla storia di "Amazons Attack". Dopo di ciò, Everyman fu catturato ed arrestato da Nemesis. Everyman ricomparve, questa volta impersonificando Freccia Verde e tentando di assassinare Black Canary durante la loro notte di nozze. Lei riuscì ad ucciderlo piantandogli una freccia nel collo. Il suo inganno non fu svelato che un mese più tardi quando Batman e Dottor Mid-Nite effettuarono un'autopsia. In Green Arrow and Black Canary n. 3, fu rivelato da Nonnina Bontà (nelle vesti di Atena) che lo scambio fu effettuato durante l'attacco della Società dell'Ingiustizia durante il matrimonio. Everyman voleva essere Freccia Verde per un po', e quindi falsificare la sua morte. Sfortunatamente, Everyman soffriva di impotenza, che lo forzò al tentativo di assassinio di Black canary durante la notte di nozze, piuttosto della possibilità di fare saltare la copertura.
Sollecitazioni per l'imminente Green Arrow and Black Canary n. 25 rivelarono che Everyman ritornerà, utilizzando ancora l'identità di Freccia Verde.
Everyman fu identificato come uno dei deceduti deposti sotto la Sala della Giustizia. In Blackest Night n. 3, rivisse come membro del Corpo delle Lanterne Nere.

## Poteri e abilità
Grazie al programma Exo-gene di Luthor, Everyman può duplicare ogni forma di vita organica, attraverso l'ingerimento di una piccola porzione di questa. Perde questi poteri quando l'Exo-gene viene "spento" da Lex Luthor, ma furono ricostituiti da Circe. La sua duplicazione fu più che solo a livello dermatologico. Tutte le prove fisiche si dimostrano identiche all'individuo che impersona. Anche l'anello del potere di Hal Jordan fu ingannato. Tuttavia, sembra che Everyman non possa duplicare accuratamente la materia inorganica, come evidenziato quando replicò Sarge Steel, che possedeva una mano metallica. Nemesis fu in grado di distinguere il vero Sarge Steel tagliando di netto la mano dell'impostore con una penna e facendone uscire il sangue.

## Altri Media

### Televisione
Il personaggio appare in due episodi della serie televisiva The Flash, interpretato da Martin Novotny. In questa versione per assumere la forma delle persone gli basta toccarle e non necessita di ingurgitare parti del suo corpo.